# Zespół Polanda

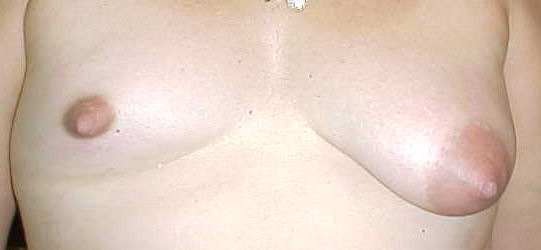
Klatka piersiowa kobiety z zespołem Polanda

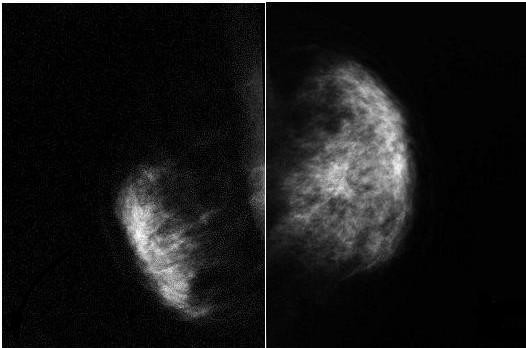
Mammogram pacjentki z zespołem Polanda wykazujący brak mięśnia piersiowego większego i nieprawidłową architekturę gruczołu piersiowego po lewej stronie w porównaniu z prawidłową prawą stroną

Zespół Polanda (anomalia Polanda, ang. Poland syndrome) – rzadki zespół wad wrodzonych, na który składają się jednostronna hipoplazja lub aplazja mięśni klatki piersiowej i brodawki sutkowej, krótkopalczastość i zrosty palców (syndaktylia) po tej samej stronie.

## Objawy i przebieg
Bardzo często jednostronnej hipoplazji klatki piersiowej (która jest objawem wiodącym) towarzyszą:
- wady przewodu pokarmowego
- brachydaktylia (krótkie palce)
- dekstrokardia
- przepuklina przeponowa
- wady kości ramiennej
- wady dróg żółciowych
- oligodaktylia (brak niektórych palców)
- wady kości promieniowej
- mikromelia
- syndaktylia
- wady żeber
- wady kości łokciowej
- agenezja nerki[2].

## Etiologia
Przyczyna zespołu nie jest znana. Wydaje się, że wada ma charakter dysrupcji i polega na zaburzeniu przepływu przez tętnicę podobojczykową około 46. dnia życia płodowego.

## Historia
Zespół został opisany po raz pierwszy przez chirurga Alfreda Polanda po przeprowadzeniu autopsji zmarłego skazańca, George′a Elta w 1841 roku. Termin „zespół Polanda” został użyty po raz pierwszy ponad sto lat później przez Patricka Wensleya Clarksona.